# Ла-Ринконада-де-ла-Сьєрра
Ла-Ринконада-де-ла-Сьєрра (ісп. La Rinconada de la Sierra) — муніципалітет в Іспанії, у складі автономної спільноти Кастилія-і-Леон, у провінції Саламанка. Населення — 142 особи (2010).
Муніципалітет розташований на відстані близько 200 км на захід від Мадрида, 48 км на південний захід від Саламанки.
На території муніципалітету розташовані такі населені пункти: (дані про населення за 2010 рік)
- Ла-Ринконада-де-ла-Сьєрра: 129 осіб
- Вентас-де-Гарр'єль: 13 осіб

## Демографія
Динаміка населення (INE ):

## Зовнішні посилання
- Провінційна рада Саламанки: індекс муніципалітетів [Архівовано 23 квітня 2009 у Wayback Machine.]
- Посилання на Google Maps